# Nor-Way Bussekspress

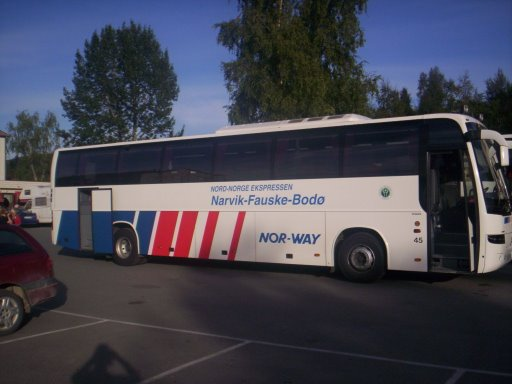
NOR-WAY у старій лівреї, між Фауске та Нарвіком.

NOR-WAY Bussekspress — це норвезька міжміська автобусна мережа, з лініями між Крістіансанном на півдні, Намсусом на півночі, Трисілом на сході та Бергеном на заході, і Осло - головним вузлом. Лінії експлуатуються багатьма різними компаніями, тоді як вони продаються через NOR-WAY Bussekspress AS, компанії, що належить спільно операційним компаніям.

## Опис
Послуги забезпечують альтернативу громадському транспорту там, де немає поїздів, а також конкурують з поїздами на деяких маршрутах. Деякі ділянки в норвезькій сільській місцевості справді мальовничі та красиві (наприклад, Согнефіорд та західні графства Ругаланн, Гордаланн, Согн-ог-Ф'юране та Мере-ог-Ромсдал ), вздовж та поперек фіордів на поромі чи мосту та в горах. Є також міжнародні автобусні лінії зі Ставангера до Гамбурга, Німеччина, та з Осло до Гетеборгу та Мальме у Швеції, а далі до Варшави та Кракова у Польщі.
Компанія сама не експлуатує маршрути, натомість вона є маркетинговою компанією, яка забезпечує бренд для своїх власників, з яким експлуатують маршрути. Компанія належить  Finnmark Fylkesrederi, Firda Billag, Fjord1, Gauldal Billag, Hallingdal Billag, Helgelandske, JVB Eiendom, Vy Buss, Norgesbuss, Ofotens Bilruter, Ottadalen Billag, Saltens Bilruter, Setesdal Bilrute, Sporveisbussene, Sørlandsruta, Telemark Bilruter, Tide, Tinn Billag, TIRB, Torghatten Trafikkselskap, Federation of Norwegian Transport Companies, TrønderBilene, Veolia Transport Norway, Veøy Billag і Østerdal Billag.